# Сакура
Са́кура (яп. さくら, яп. 桜, стар. 櫻) — собирательное название 11 видов и нескольких сортов деревьев подсемейства Сливовые (лат. Prunoideae) и подрод вишни (лат. Prunus subg Cerasus); часто обозначает вишню мелкопильчатую (Prunus serrulata). Многие виды, называемые «сакурой», используются в культуре только как декоративные растения и дают мелкие и несъедобные плоды.

## Символика

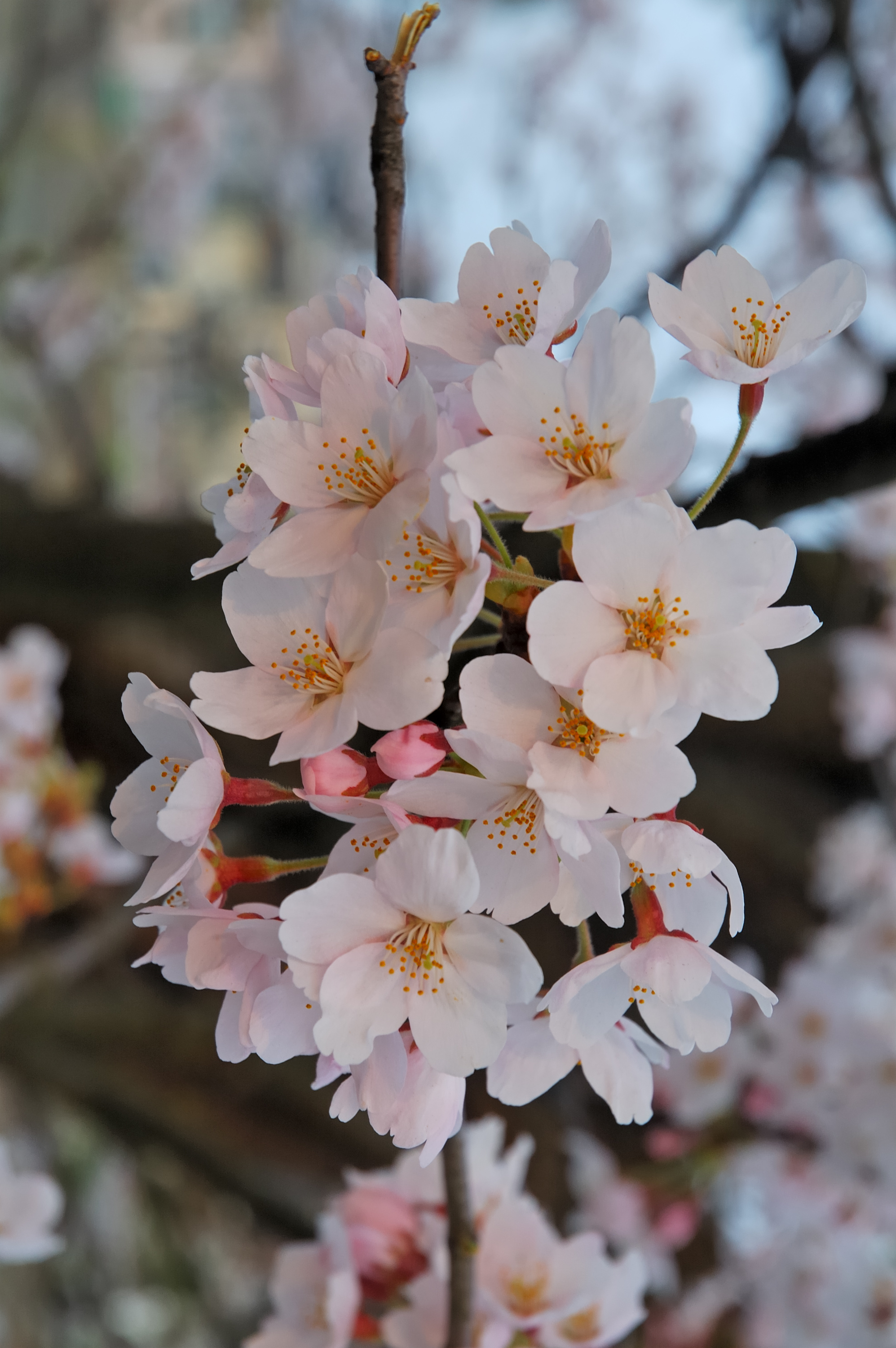
Цветки сакуры

В Японии вишнёвый цвет символизирует облака (благодаря тому, что множество цветов сакуры часто распускаются разом и опадают раньше, чем вянут) и метафорически обозначает эфемерность жизни. Это второе символическое значение часто ассоциируется с влиянием буддизма, являясь воплощением эстетического принципа «печального очарования вещей» моно но аварэ. Связь сакуры с моно-но аварэ известна с XVIII века, когда она возникла у Мотоори Норинага. Мимолётность, чрезвычайная красота и скорая смерть цветов часто сравнивается с человеческой смертностью. Благодаря этому цветок сакуры глубоко символичен в японской культуре, его образ часто используется в японском искусстве, аниме, кинематографе и других областях. Существует как минимум одна народная песня, названная «Сакура», а также несколько песен j-pop (в том числе Икимоногакари, Мики Накасимы, Morning Musume). Изображение цветов сакуры встречаются на всех видах японских потребительских товаров, включая кимоно, канцелярские принадлежности и посуду.

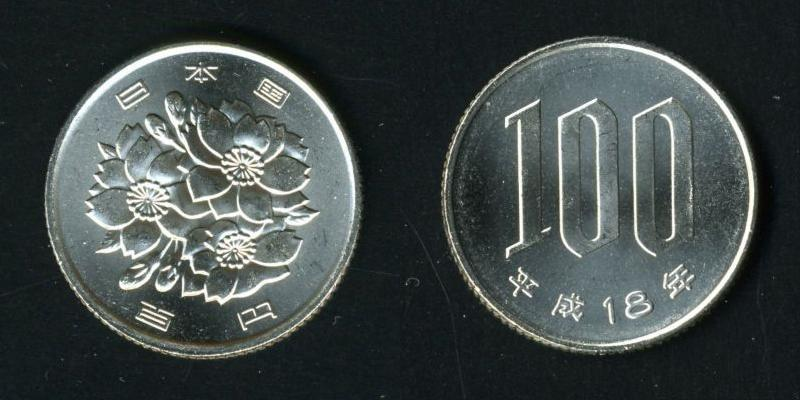
100-иеновая монета, на которой изображены цветы сакуры

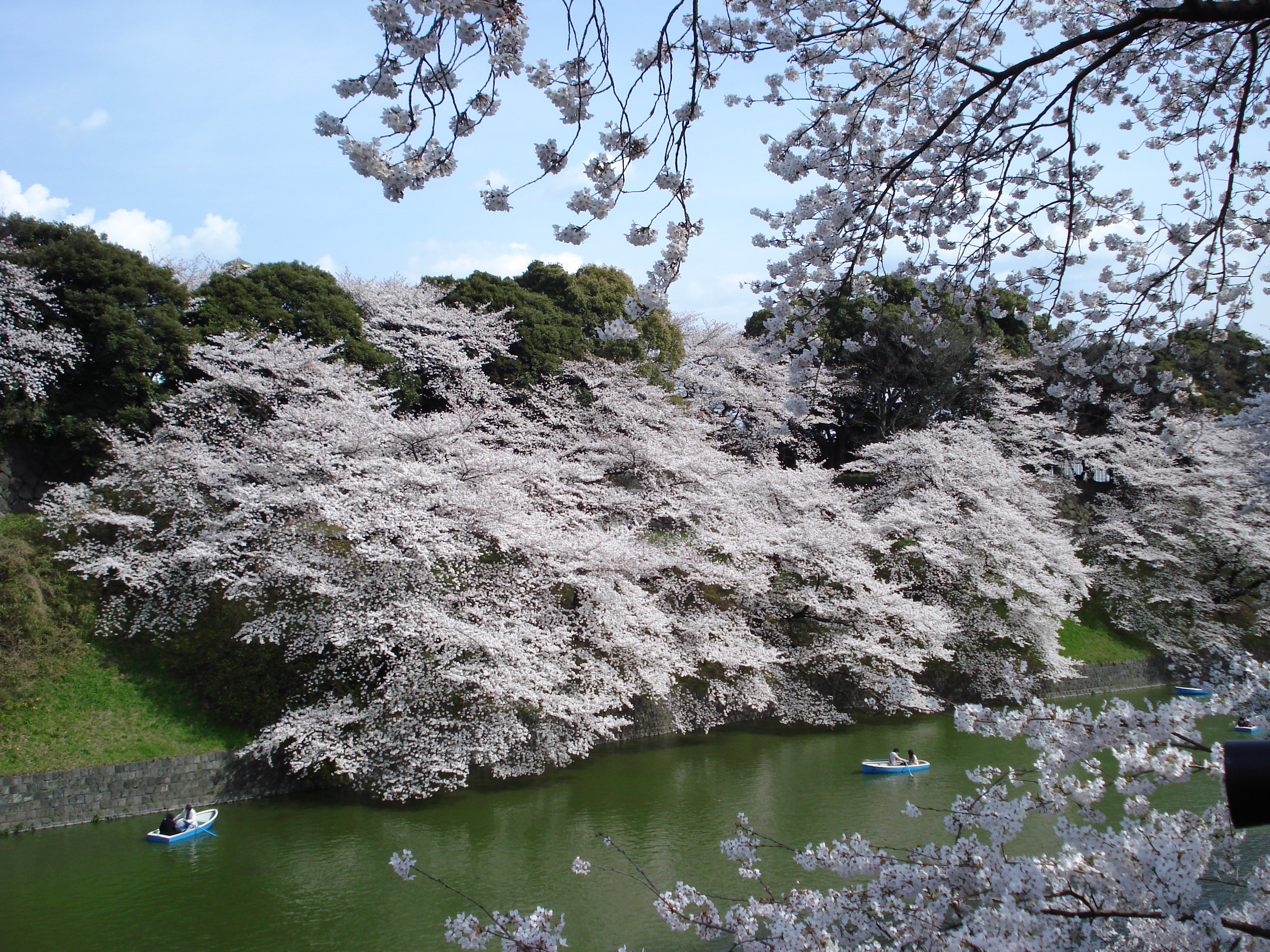
Сакура в Императорском дворце

Сакуракай, «общество сакуры», было избрано названием ультранационалистического общества молодыми офицерами японской армии, которые дважды пытались провести государственный переворот. Во Второй мировой войне сакура использовалась милитаристской пропагандой в качестве мотивирующего символа Японии. До начала войны она также использовалась для укрепления «японского духа»; в частности, в «Песне японской молодёжи» (яп. 青年日本の歌 сэйнэн нихон но ута) говорилось о «воинах», которые были готовы умереть подобно цветам сакуры. В 1932 году Акико Ёсано в стихах призывала солдат вытерпеть страдания в Китае, сравнивая погибших с цветами сакуры. Возражения против планируемых манёвров в битве в заливе Лейте, аргументированные опасностью вывода всех кораблей флота одновременно и шансом проигрыша, были встречены фразами о том, что флоту нужно позволить цвести как цветы смерти. Последнее сообщение от японских сил на Пелелиу гласило: «Сакура, сакура». Японские пилоты рисовали цветы сакуры на самолётах, перед тем как отправиться на миссию камикадзе, и даже брали ветки сакуры с собой. Сакура, нарисованная на фюзеляже, символизировала интенсивность и хрупкость жизни, а падающие цветы были переосмыслены как молодёжь, жертвующая своими жизнями во славу императора. В первом отряде камикадзе было подразделение «Ямадзакура», дикая сакура. Государство даже поддерживало точку зрения, согласно которой павшие воины перерождались в цветы. До настоящего времени пятилепестковый стилизованный цветок сакуры является основным мотивом геральдики вооружённых сил Японии, применяясь в тех же обстоятельствах, где западная традиция использует (пятиконечную) звезду, например в знаках различия воинских званий или в качестве кокарды.
В колониях японцы старались сажать цветы сакуры, что являлось одним из способов высказать претензии на данную территорию как на японскую.
Сакура — господствующий мотив японской татуировки ирэдзуми. Там цветы вишни часто изображаются вместе с другими традиционными мотивами — карпами, драконами и тиграми.

## Любование цветами
Ханами (яп. 花見) — многовековая традиция проведения пикников под цветущими деревьями сакуры или умэ. Начало обычаю было положено, согласно легендам, в период Нара (710—794), и тогда основное внимание получали цветы сливы умэ. К началу периода Хэйан (794—1185) сакура уже привлекала больше внимания, а слово «ханами» стало синонимично слову «сакура». С этого времени в вака и хайку слово «цветы» (яп. 花 хана) означало «вишнёвый цвет».

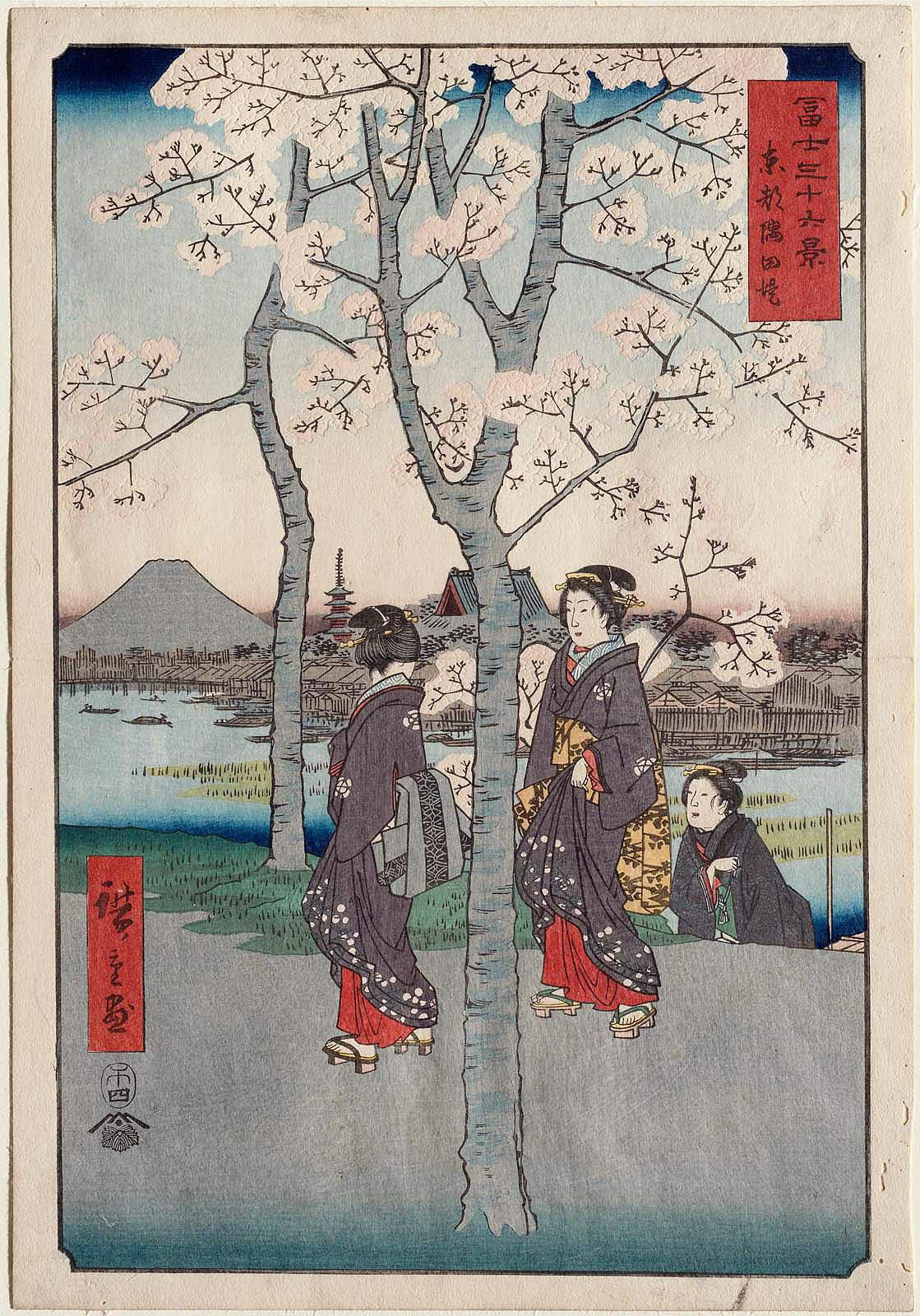
Гравюра, изображающая гору Фудзи и сакуру; из собрания 36 видов Фудзи Андо Хиросигэ

Традиция ханами изначально была распространена лишь среди элит, но вскоре ушла в самурайское сословие, а к периоду Эдо ханами уже было обычно для всех. Токугава Ёсимунэ высаживал вишнёвые деревья для поощрения ханами.
Каждый год весной японские метеорологические компании выпускают ежедневные сводки о движении фронта цветения сакуры (яп. 桜前線 сакура дзэнсэн) с юга на север. Цветение начинается с Окинавы в январе, в Киото и Токио приходит в конце марта или начале апреля, а несколько недель спустя достигает Хоккайдо. Японцы следят за движением фронта и устраивают ханами, когда в их районе сакура раскрывается полностью.
У большинства школ и общественных заведений высажены деревья сакуры, и, так как фискальный и учебный год начинается в апреле, во многих районах Хонсю первый день работы или учёбы проходит при цветении сакуры.
Японская ассоциация сакуры составила список сотни лучших мест для любования сакурой, причём таковые были найдены в каждой префектуре.

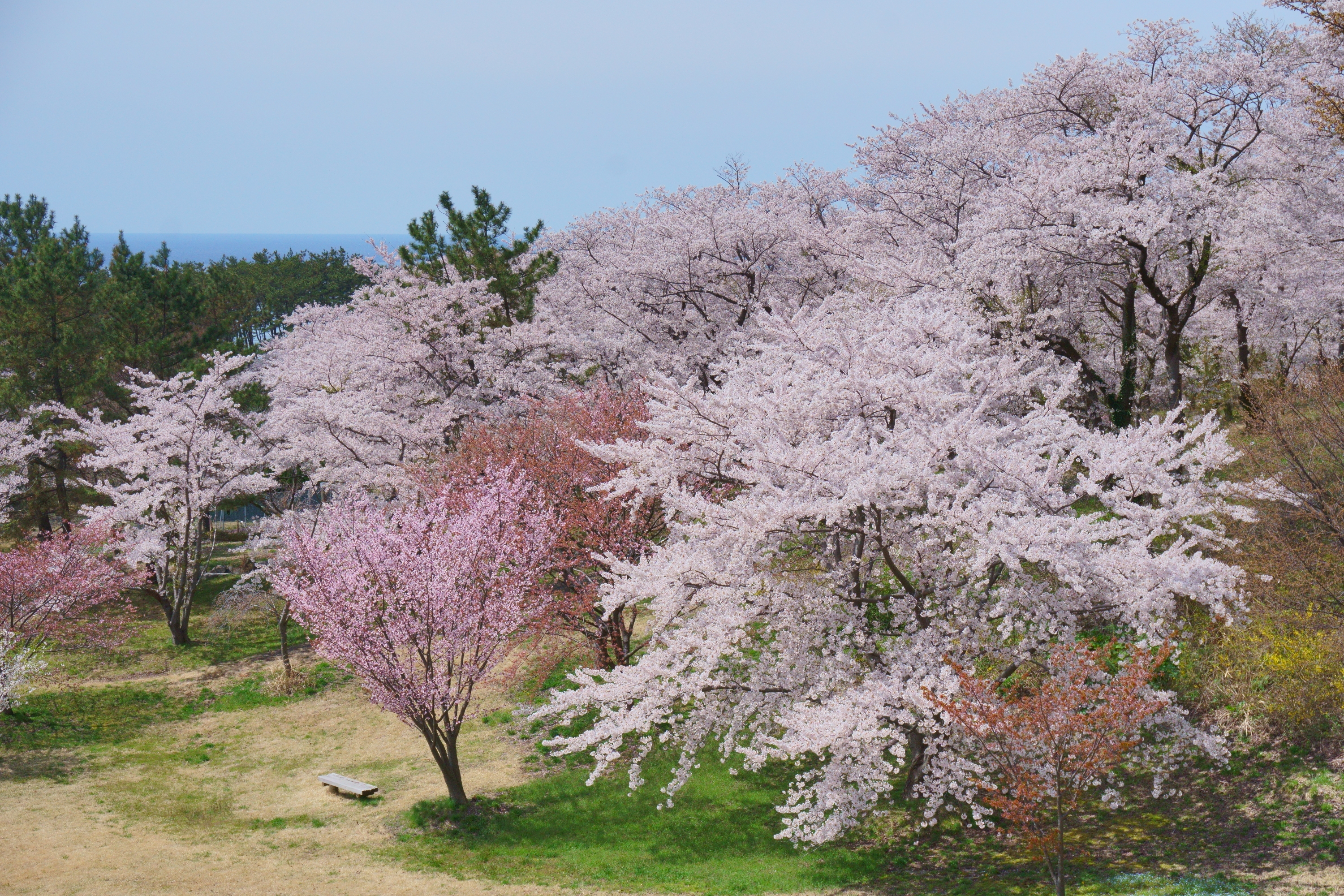
Сакура в Хаппо
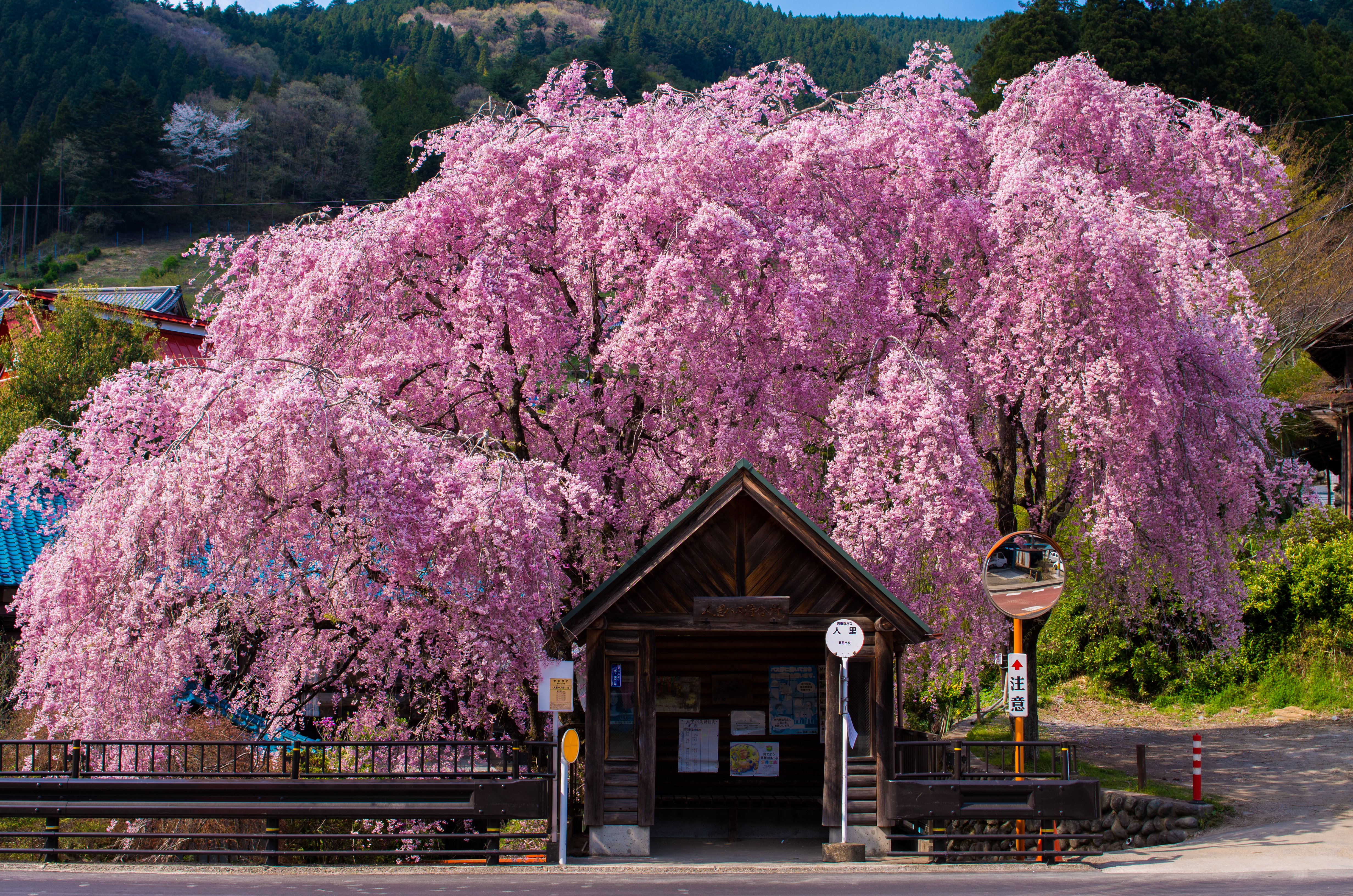
Сакура на автобусной остановке в Хинохара
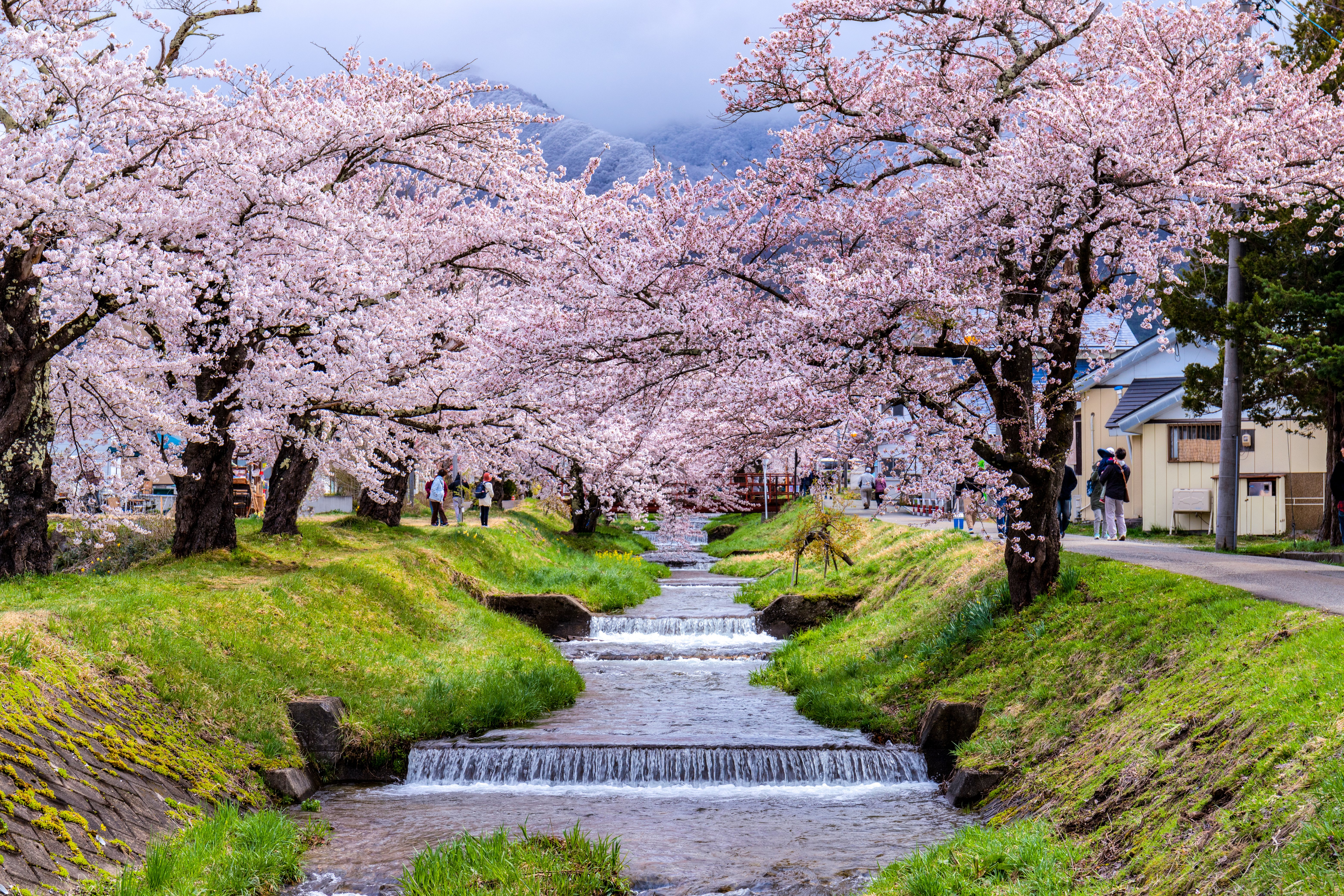
Сакура в Инавасиро
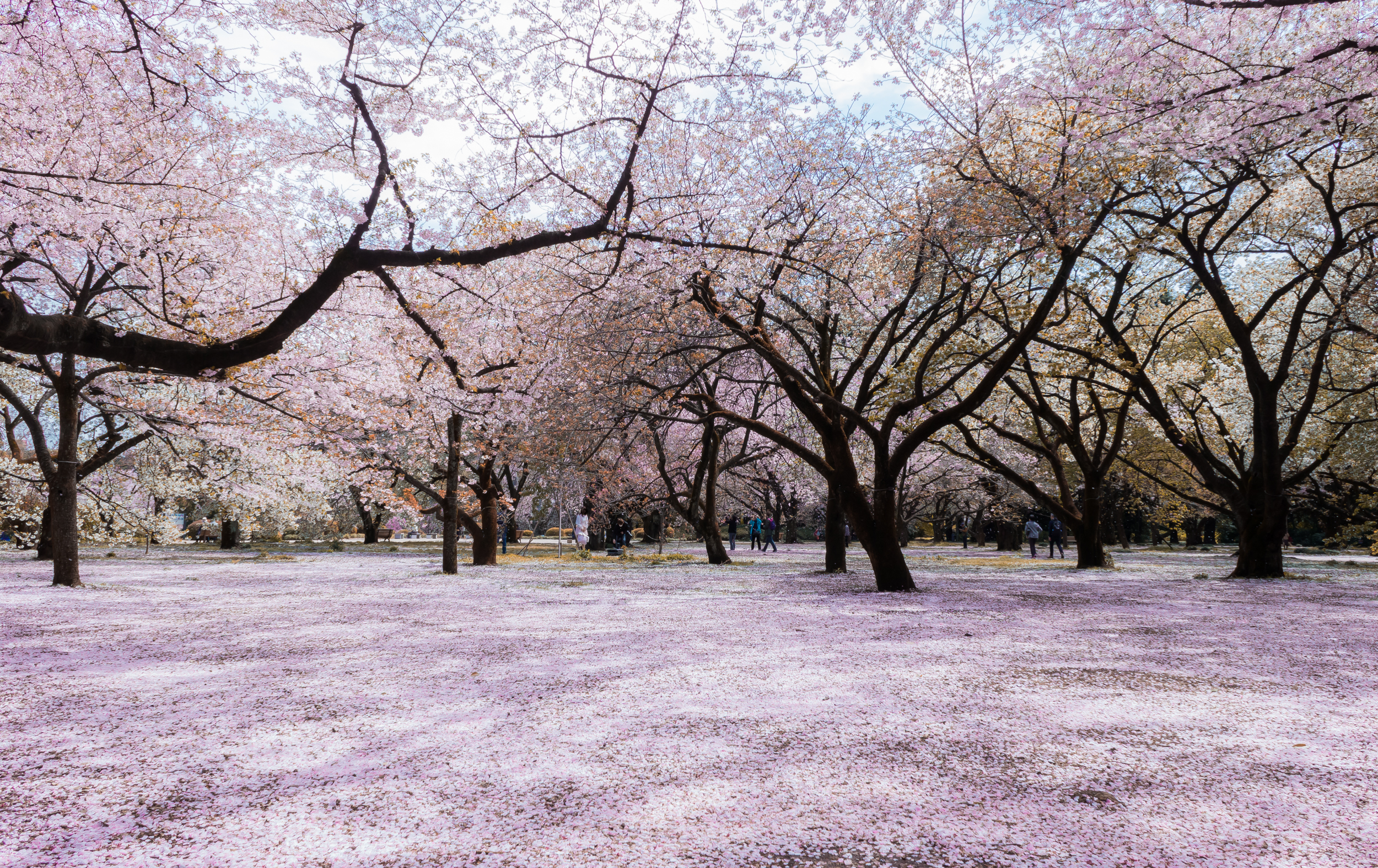
Сакура в Синдзюку-гёэн (Токио)
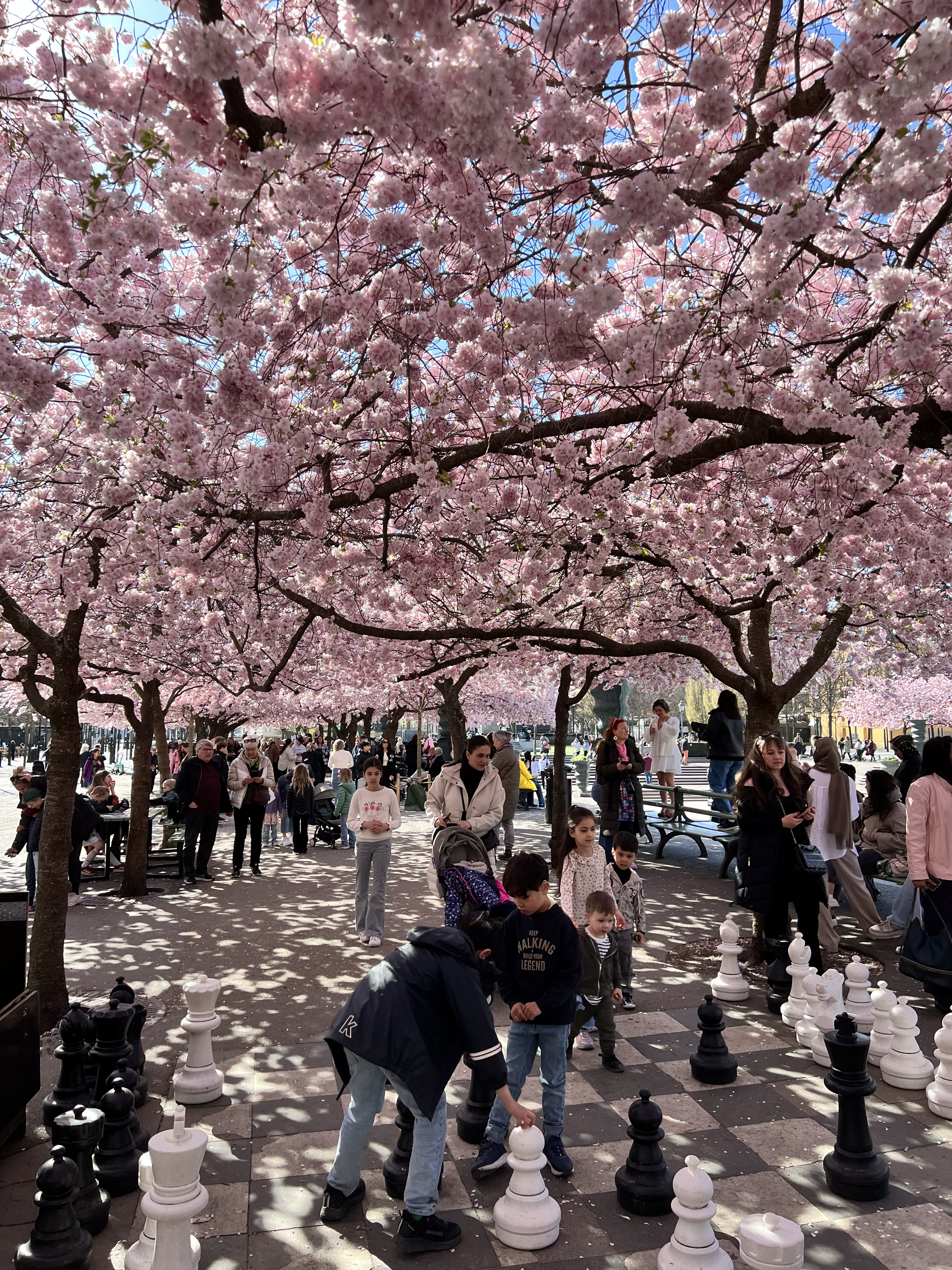
Сакура в Стокгольме
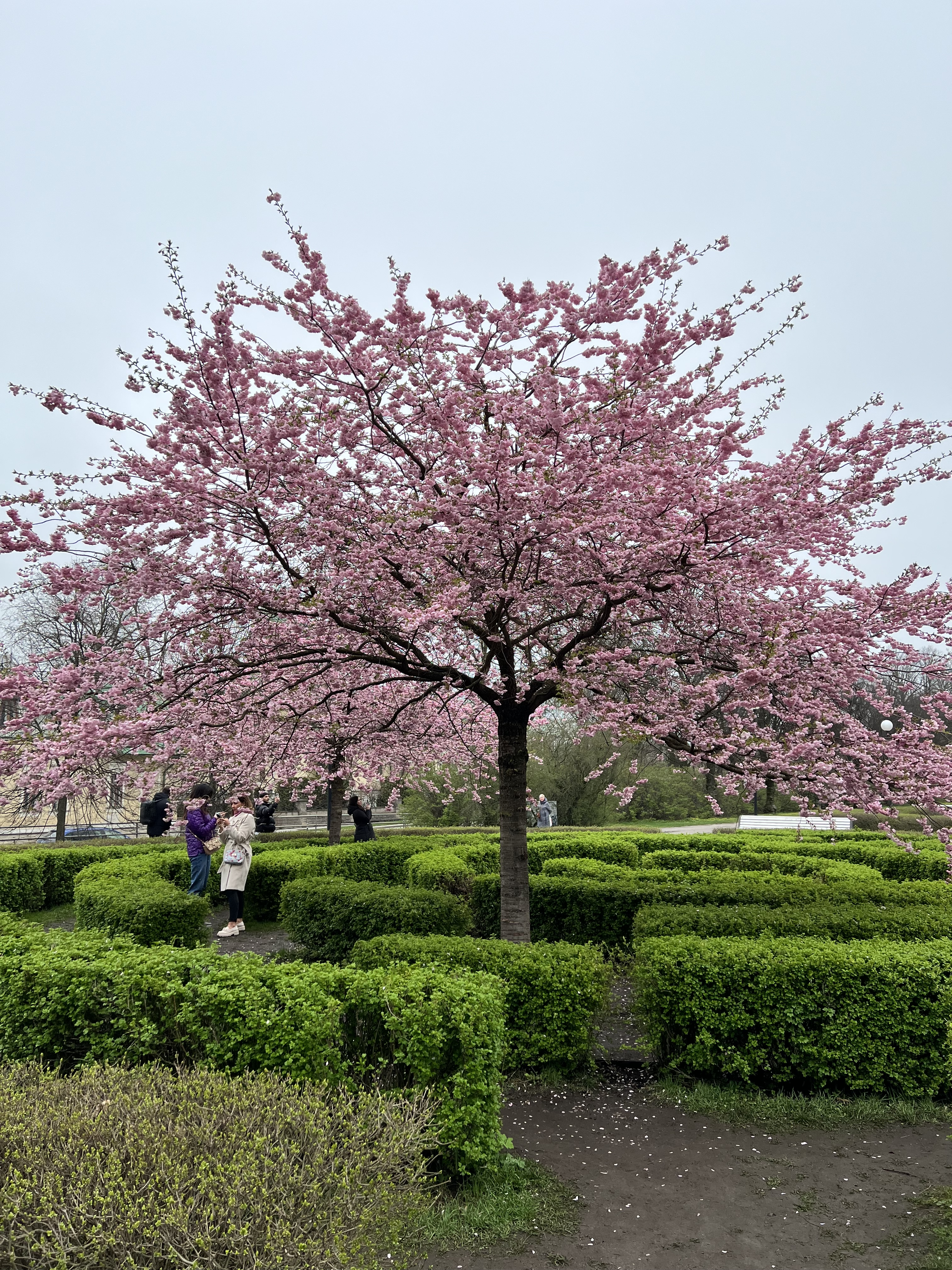
Сакура в Таллине